# クラークスタウン (ニューヨーク州)
クラークスタウン（英: Clarkstown）は、アメリカ合衆国ニューヨーク州のロックランド郡にある町。人口は8万6855人（2020年）。郡内では、オレンジタウン町の北、ラマポ町の東、ハベストロー町の南、ハドソン川の西に位置している。ロックランド郡の郡庁所在地である小集落ニューシティがクラークスタウン町政府の所在地でもあり、その他にクラークスタウン警察署、ロックランド郡保安官事務所、同矯正施設がある。ニューシティの人口は町全体の41.47%を占めている。
2008年、クラークスタウンは二酸化炭素排出量を1990年のレベルから2012年までに7%下げる、アメリカ合衆国自治体首長の気候保護協定に署名した、全国600自治体の1つとなった。

## 歴史
クラークスタウン町は1791年にオレンジ郡の中で設立され、その後ロックランド郡が結成されたときにその中に入った。

## 地理
クラークスタウンの東側境界がハドソン川となっており、対岸はウエストチェスター郡のマウントプレザント町である。
アメリカ合衆国国勢調査局に拠れば、町域全面積は46.9平方マイル (121 km2)であり、このうち陸地38.51平方マイル (100 km2)、水域は8.4平方マイル (22 km2)で水域率は17.87%である。
ニューヨーク・ステート・スルーウェイ（州間高速道路87号線/同287号線）が町内でパリセイズ州間パークウェイと交差している。

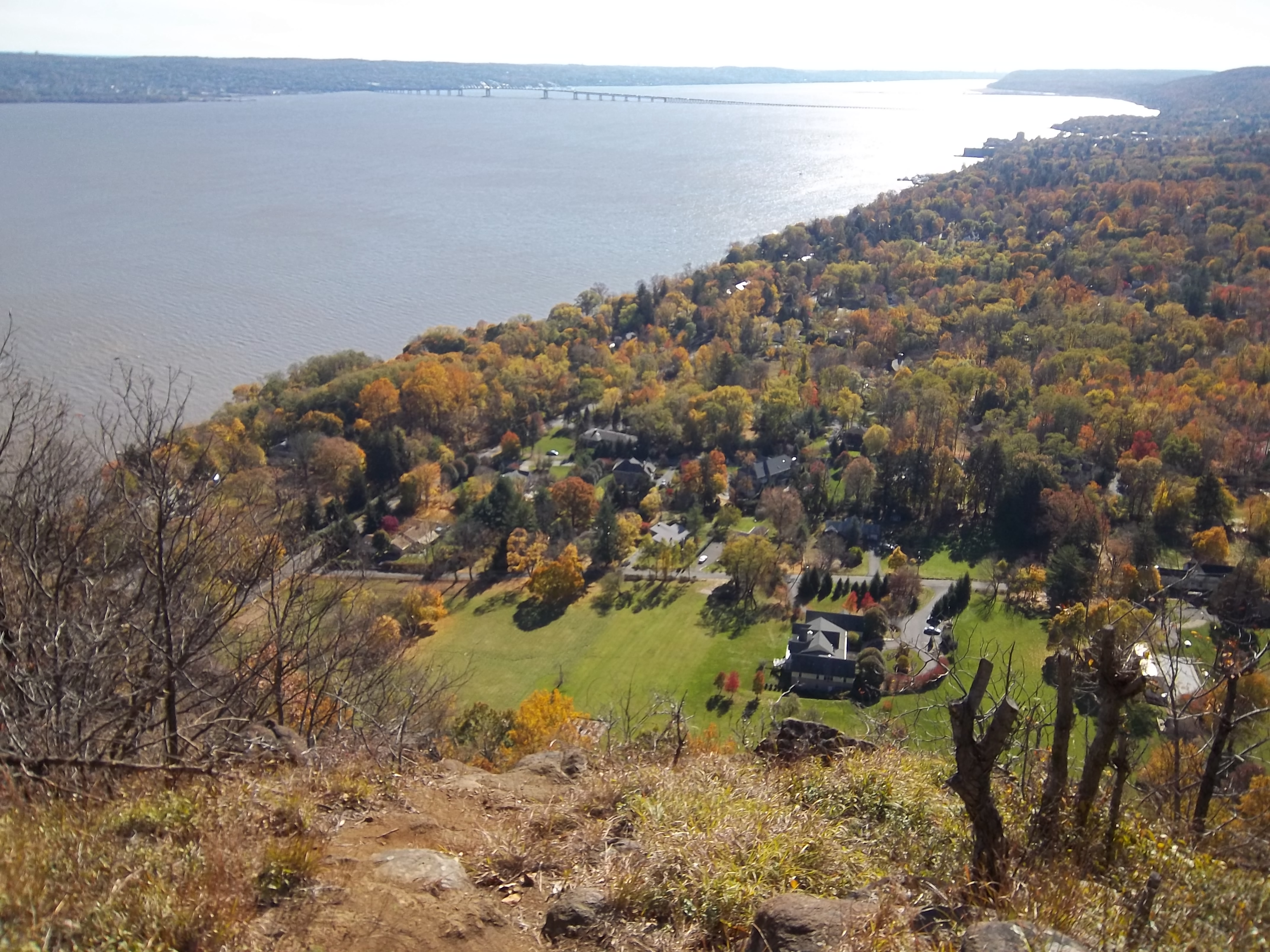
フック山からの景色

## 人口動態
以下は2000年の国勢調査による人口統計データである。
| 基礎データ - 人口: 82,082 人 - 世帯数: 27,697 世帯 - 家族数: 21,991 家族 - 人口密度: 822.3人/km2（2,129.7 人/mi2） - 住居数: 28,220 軒 - 住居密度: 282.7軒/km2（732.2 軒/mi2） 人種別人口構成 - 白人: 79.97% - アフリカン・アメリカン: 7.87% - ネイティブ・アメリカン: 0.13% - アジア人: 7.90% - 太平洋諸島系: 0.10% - その他の人種: 1.99% - 混血: 2.03% - ヒスパニック・ラテン系: 6.92% | 年齢別人口構成 - 18歳未満: 24.7% - 18-24歳: 6.6% - 25-44歳: 28.3% - 45-64歳: 28.1% - 65歳以上: 12.3% - 年齢の中央値: 39歳 - 性比（女性100人あたり男性の人口） - 総人口: 94.3 - 18歳以上: 90.3 世帯と家族（対世帯数） - 18歳未満の子供がいる: 36.9% - 結婚・同居している夫婦: 67.4% - 未婚・離婚・死別女性が世帯主: 9.1% - 非家族世帯: 20.6% - 単身世帯: 16.9% - 65歳以上の老人1人暮らし: 6.5% - 平均構成人数 - 世帯: 2.90人 - 家族: 3.27人 | 収入と家計 - 収入の中央値（2007年データ） - 世帯: 92,121米ドル - 家族: 104,909米ドル - 性別 - 男性: 57,773米ドル - 女性: 40,805米ドル - 人口1人あたり収入: 34,430米ドル - 貧困線以下 - 対人口: 3.8% - 対家族数: 2.5% - 18歳未満: 4.5% - 65歳以上: 3.4% |

クラークスタウンはロックランド郡で最も人口密度が高く、世界最大級のモールであるパリセード・センターなど、郡内のどの町よりも事業地区が多い。

## 町政府
クラークスタウンでは行政部門の首長として町監督官を選挙で選ぶ。アメリカ合衆国下院議員ではニューヨーク州第16および第17選挙区に属している。ニューヨーク州議会上院では第38選挙区に属している。

## 公共交通
クラークスタウン・ミニ・トランスは、町内の大量輸送機関であり、バスの5路線を運行している。各路線はナニュエット・モールを起点にして町内各所に向かう。
ニュージャージー・トランジットのパスカック・バレー線が町内を通り、スプリング・バレー駅、ナニュエット駅とニュージャージー州ホーボーケン駅を結ぶ。ニューヨーク州内は、メトロノース鉄道が運行する。クラークスタウンの住人は、パスカック・バレー線を使い、簡単にニューヨーク・シティのペンシルベニア駅にアクセスすることができる。
トランスポート・オブ・ロックランドの路線「タッパン・ジー・エクスプレス」は、ウェストナイアックのパリセイズ・モール・ロットJを起点に、セントラルナイアックとナニュエットを経由し、メトロノース鉄道のタリータウン駅とホワイト・プレインズ駅まで行くことができる。タリータウン駅からはハドソン・バレー線、ホワイトプレインズ駅からはハーレム線でニューヨーク・シティのグランド・セントラル駅にアクセスすることができる。
ロックランド・コーチズは町内の数か所から、ニューヨーク市のポート・オーソリティ・バスターミナルやジョージ・ワシントン橋バス停までバス便を運行している。

## クラークスタウン町の中の地域社会と場所
- バードニア – スプリングバレーの東の小集落
- ブラウンセルコーナーズ – 町の北部にある小集落、ニューシティの一部と見なされている
- センテナリー – 町の北側境界に近い小集落、ニューシティの北東外れにある
- セントラルナイアック – 町の南境界にある小集落
- コンガース – 町の東部にある小集落
- デフォレスト湖 – 南北方向に伸びる長い湖
- ハイ・トア州立公園 – 町の北側境界に沿う州立公園
- ガーモンズ – ニューシティ南の場所
- フック山州立公園 – 町の東部にある州立公園
- レイクルシル – 町の北部にある場所
- マウントアイビー – 町の北境界にある小集落
- ナニュエット – 小集落
- ニューシティ – 郡庁所在地になっている小集落
  - ニューシティ・コンドミニアムズ – ニューシティの中心に近い地区
  - ニューシティパーク – サウスニューシティの街
- ナイアック – 村、その北部が町の南側境界にある
- ナイアックビーチ州立公園 – ハドソン川に近い州立公園
- オークブルック – スプリングバレーの東の小集落、ニューシティの南西外れ
- ロックランドレイク – ロックランド湖の西岸にある小集落
- ロックランド湖州立公園 – 町の東部にある州立公園
- スプリング・バレー – 村、その東部が町域に入っている
- アッパーナイアック – ナイアック北の村
- バレーコテージ – 町の東部にある小集落
- ウェストナイアック – ナイアック村西の小集落

## ランキング

### CNN マネー
- 2008年、CNNMoney.com がクラークスタウンを、「アメリカで住みたい小都市」の71位に挙げた
- 2010年、CNNMoney.com がクラークスタウンを、「アメリカで住みたい小都市」の41位に挙げ、ニューヨーク州内では最高位だった[5]
- 2012年、CNNMoney.com がクラークスタウンを、「アメリカで住みたい小都市」の35位に挙げた
- 2014年、CNNMoney.com がクラークスタウンを、「アメリカで住みたい小都市」の7位に挙げた[6]

### CQ プレス犯罪率ランキング

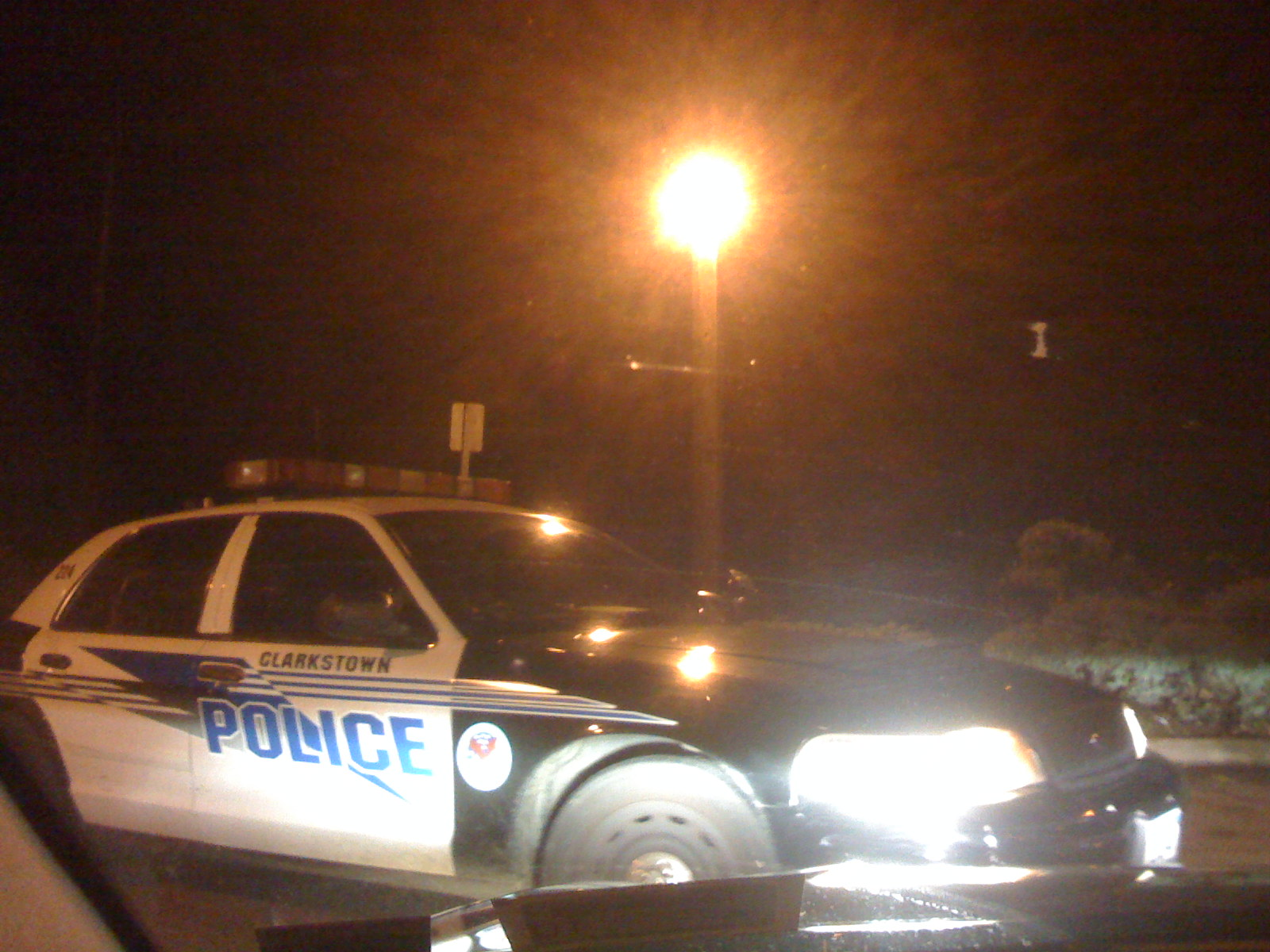
クラークスタウンのパトカー

2005年、モーガン・クイットノーから全米の人口75,000人より多い都市で安全な都市第2位に指定された。また評価された全369としの中でも第2位だった。クラークスタウンがこれらの分類でそれぞれトップ5とトップ10に入ったのは5年連続だった。
2007年、クラークスタウンは再度全米で安全な都市第2位に指定された。これはCQプレスが発行する第14回「2007年から2008年都市犯罪率ランキング」であり、正式にはモーガン・クイットノーのコングレッショナリークォータリーInc.が出したものである。これは1007年9月24日に連邦捜査局が発表した犯罪統計に基づいており、人口75,000人以上の378の自治体で、殺人、強姦、強盗、加重暴行、夜盗、自動車窃盗を人口一人当たりで評価したものである。
2008年以降も、第6位、第7位、第5位、第7位、第8位と続き、2013年は第8位だった。
しかし、この評価はその出典故に大いに異論が出ている。2007年10月、アメリカ犯罪学会、アメリカ合衆国自治体首長会議、連邦捜査局が、このランキングは「根拠が無く、悪い印象を与えるもの」なので、「安全である」と「危険である」と不正確で扇動的な新聞発表での評価について出版者は再検討するよう要請した。

## クラークスタウン・ゴーイング・グリーン
クラークスタウンは町の施設で、エネルギー監査、エネルギースターのラベルがついたオフィス器具の購入、グリーン浄化製品の使用によって、「ゴーイング・グリーン」を進めてきている。その他の手段として次のものがあった
- 2005年 – 町政府が使うエネルギーの 10% を風力と太陽光発電から購入する
- 2006年 – 樹木保護法の成立
- 2007年 – ハイブリッド車と小型車の購入
- 2008年 – 公園やレクリエーション用建物でエネルギー効率の良い照明 (LED) を取り付け、動きを感知しない時には自動的に消灯することとした

## アメリカ合衆国最高裁判所での裁判
1994年、クラークスタウンは回収されたゴミを特別の民間施設でリサイクルの種別分けを行う条例を通したが、これに異議申し立て訴訟を受けた。この訴訟はアメリカ合衆国最高裁判所まで行って「C&A カーボン社 対 クラークスタウン町」事件となり、結局条例は違憲と判断された。